# Pochardiana
Pochardiana ou le Rêveur éveillé, coneguda en anglès com A Rude Awakening o The Duke's Good Joke, és un curtmetratge mut de Georges Méliès del 1908.

## Trama
Un duc entremaliat es troba amb un borratxo a la plaça d'una ciutat, i decideix fer una broma. Fa portar el borratxo al palau ducal, el vesteix de noble i li fa rebre cortesans. Es prepara un banquet per al fals noble, que està massa desorientat per entendre la situació, i sembla que comencen a passar coses inusuals. Quan el borratxo intenta beure més, l'ampolla creix màgicament fins a una mida gegantina i desapareix, de manera que els criats del duc porten un embut gran i omplen el borratxo, l'estómac del qual va inflant-se com un globus. Els metges del duc treballen per desinflar-lo fins a una mida normal. El borratxo intenta dormir una mica, però aleshores les pintures de les parets cobren vida, mostrant-li tota mena d'escenes de gent bevent alegrement. El duc decideix acabar amb la broma i torna a posar el borratxo a la plaça del poble.

## Estrena
Els fotogrames supervivents revelen que Méliès va interpretar la víctima de la broma a la pel·lícula, que va ser venuda per la seva Star Film Company i que està numerada amb les xifres 1353–1366 als seus catàlegs. Als Estats Units, sembla haver estat registrada per a drets d'autor a la Biblioteca del Congrés dels Estats Units el 10 d'octubre de 1908, sota el títol A Rude Awakening; tanmateix, la pel·lícula va ser anunciada i venuda als mercats estatunidencs amb el títol de The Duke's Good Joke.
El periòdic comercial The Moving Picture World comentava en un breu avís: «Sempre es pot comptar amb les pel·lícules de Méliès per agradar a un públiv determinat, i especialment als nens, que queden fascinats per la màgia i els efectes intel·ligents produïts per aquest mestre de la fotografia trucada. Aquesta característica no falta a The Duke's Good Joke».
Actualment se suposa que la pel·lícula és perduda.